# 呂号第百十四潜水艦
|          |                                                             |
| 艦歴     |                                                             |
| 計画     | 昭和17年度計画（マル急計画）                                |
| 起工     | 1942年10月12日                                              |
| 進水     | 1943年6月19日                                               |
| 就役     | 1943年11月20日                                              |
| その後   | 1944年6月17日爆雷により沈没                                 |
| 亡失認定 | 1944年7月12日                                               |
| 除籍     | 1944年8月10日                                               |
| 性能諸元 |                                                             |
| 排水量   | 基準：525トン 常備：601トン 水中：782トン                   |
| 全長     | 60.90m                                                      |
| 全幅     | 6.00m                                                       |
| 吃水     | 3.51m                                                       |
| 機関     | 艦本式24号6型ディーゼル2基2軸 水上：1,000馬力 水中：760馬力 |
| 電池     | 1号15型120個                                                |
| 速力     | 水上：14.2kt 水中：8.0kt                                    |
| 航続距離 | 水上：12ktで3,500海里 水中：3ktで60海里                     |
| 燃料     | 重油：50トン                                                |
| 乗員     | 38名                                                        |
| 兵装     | 25mm機銃連装1基2挺 魚雷発射管 艦首4門 53cm魚雷8本           |
| 備考     | 安全潜航深度：75m                                           |

呂号第百十四潜水艦（ろごうだいひゃくじゅうよんせんすいかん）は、日本海軍の潜水艦。呂百型潜水艦（小型）の15番艦。

## 艦歴
1942年（昭和17年）の昭和17年度計画（マル急計画）により、1942年10月12日、川崎重工業泉州造船所で起工。1943年（昭和18年）6月19日進水。1943年11月20日、川崎重工業神戸造船所で竣工し、二等潜水艦に類別。呉鎮守府籍となる。25日、訓練部隊である第六艦隊第11潜水戦隊に編入された。
1944年（昭和19年）2月20日、第8潜水戦隊第30潜水隊に編入。
3月11日、呂114は呉を出港し、南西諸島方面で対潜水作戦に従事。その後、呉に戻った。3月25日、第30潜水隊の解隊に伴い、第7潜水戦隊第51潜水隊に編入。
6月1日、呂114は呉を出港し、佐伯に移動。4日、佐伯を出港し、サイパンに移動。11日、サイパンを出港しサイパン周辺海域に進出。同年6月12日、哨戒区域に到達したとの報告を最後に消息不明。
アメリカ側記録によると、サイパンの戦いを支援中の米駆逐艦メルヴィン(USS Melvin, DD-680)、ワドレー(USS Wadleigh, DD-689)が潜水艦を探知。2隻は爆雷攻撃を行い、潜水艦を撃沈した。これが呂114の最期の瞬間であり、艦長の阿多義広大尉以下乗員55名全員戦死。沈没地点はテニアン島西方80浬地点付近、北緯15度02分 東経144度10分 / 北緯15.033度 東経144.167度。
7月12日、サイパン付近で亡失と認定され、8月10日に除籍された。

## 歴代艦長

### 艤装員長
- 不詳

### 艦長
- 河島守 大尉：1943年11月20日 - 1944年4月30日[6]
- 阿多義広 大尉：1944年4月30日 - 6月17日戦死[6]